# Pokémon Pinball: Rubí y Zafiro
Pokémon Pinball: Rubí y Zafiro (ポケモンピンボール ルビー＆サファイア, Pokémon Pinbōru Rubī & Safaia) es un videojuego de pinball basado en Pokémon Rubí y Zafiro, desarrollado por Jupiter y distribuido por Nintendo para Game Boy Advance. Se trata de la secuela directa de Pokémon Pinball, y al igual que en su predecesor, una Poké Ball hará la función de bola con la que capturar a los Pokémon que vayan apareciendo. La mayoría de los objetos que aparecen en cada tablero están relacionados con Pokémon.